# Campagna di Chickamauga

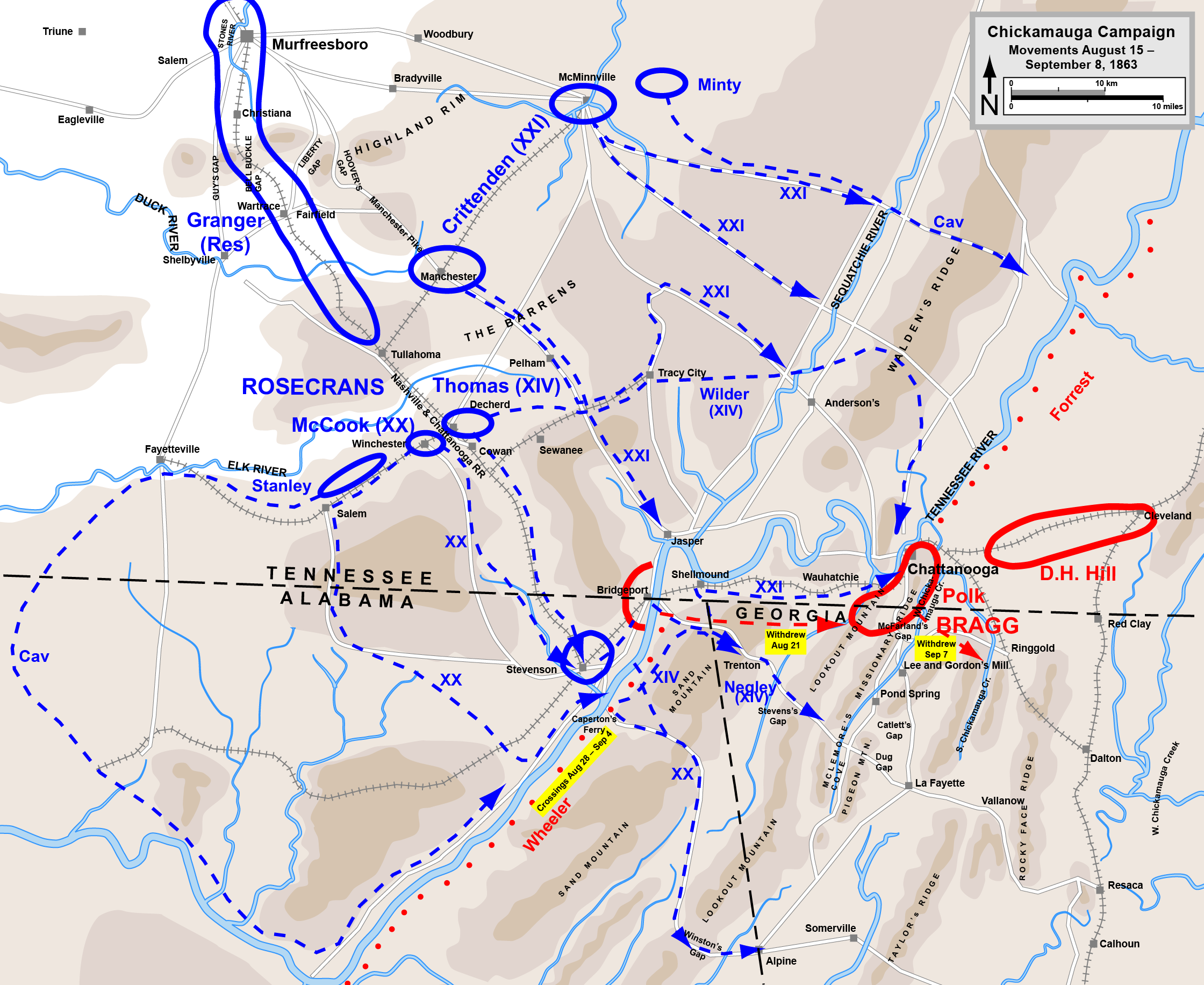
Schema della campagna di Chickamauga

La campagna di Chickamauga fu costituita da una serie di manovre e battaglie combattute ai confini tra la Georgia e il Tennessee dal 16 agosto ed il 20 settembre 1863 nell'ambito del Teatro Occidentale della guerra di secessione americana. Gli scontri videro contrapposti il generale unionista William Starke Rosecrans alla guida dell'Armata del Cumberland e il generale Braxton Bragg con la sua Armata confederata del Tennessee.

## Antefatti
Dopo il successo nella Campagna di Tullahoma nell'estate del 1863, Rosecrans si spostò a sud-est verso Murfreesboro nel Tennessee, facendovi costruire attorno imponenti linee di trincee. Per mesi l'Armata Confederata del Tennessee si contrappose ponendosi nella città di Tullahoma ma nessun importante scontro si verificò. Nonostante l'invito del comando supremo unionista rivolto ad un'azione più aggressiva, Rosecrans attese fino a quando Grant con la sua vincente Campagna di Vicksburg lo pose al riparo di eventuali offensive confederate da parte di Johnston e Pemberton.
I federali inseguirono Bragg che si diresse verso la città di Chattanooga. Chattanooga rappresentava una città vitale nella strategia bellica dell'Unione in quanto la sua conquista avrebbe aperto una porta verso l'assalto ad Atlanta e le terre del Sud. Il generale in capo dell'esercito dell'Unione Henry W. Halleck insisteva che Rosecrans si muovesse velocemente verso Chattanooga.
Il presidente degli Stati Uniti Abraham Lincoln aveva dichiarato che "chi avesse controllato Chattanooga, avrebbe vinto la guerra". Ma, allo stesso tempo, Chattanooga era un luogo vitale per i Confederati: il luogo, situato tra Lookout Mountain, Missionary Ridge, Raccoon Mountain, e Stringer's Ridge, era strategicamente importante. Inoltre Chattanooga era un nodo ferroviario (la linea si dirigeva a nord, verso Nashville e Knoxville, e a sud verso Atlanta), un centro bancario, commerciale e manifatturiero, situata lungo il fiume Tennessee che era navigabile.

## Battaglie
| Battaglia                        | Luogo                              | Data                    | Esito                | Comandanti e Effettivi Unione   | Comandanti e Effettivi CSA             | Perdite Unione | Perdite CSA | Note |
| -------------------------------- | ---------------------------------- | ----------------------- | -------------------- | ------------------------------- | -------------------------------------- | -------------- | ----------- | ---- |
| Seconda Battaglia di Chattanooga | Chattanooga                        | 21 agosto - 8 settembre | vittoria dell'Unione | John T. Wilder                  | Daniel Harvey Hill                     |                |             |      |
| Battaglia di Davis's Cross Roads | Contea di Walker Contea di Dade    | 10-11 settembre         | inconcludente        | James S. Negley                 | Thomas C. Hindman John C. Breckinridge |                |             |      |
| Battaglia di Chickamauga         | Contea di Catoosa Contea di Walker | 18-20 settembre         | vittoria confederata | William Starke Rosecrans 68.000 | Braxton Bragg 73.000                   | 16.370         | 20.950      |      |

Il 16 agosto Rosecrans lanciò l'offensiva con l'obiettivo di costringere i Confederati ad abbandonare Chattanooga ed il Tennessee, minacciando le loro linee di rifornimento a sud. Il maggior ostacolo al suo piano era costituito dal fiume Tennessee, e Rosecrans pianificò dei movimenti diversivi per non far capire a Bragg che avrebbe attraversato il fiume a Caperton's Ferry.

### Seconda Battaglia di Chattanooga 21 agosto - 8 settembre
Il colonnello John T. Wilder, al comando del XIV Corpo d'armata, si avvicinò con una brigata a Chattanooga e bombardò la città con l'artiglieria per due settimane, facendo credere a Bragg che quella fosse la direzione principale delle truppe dell'Unione verso la città. Resosi conto, ormai tardi, che l'attacco a Chattanooga rappresentava solo un diversivo, Bragg, per non rischiare l'accerchiamento, sgomberò la città l'8 settembre, lasciandola nelle mani del nemico.
Varcato il Tennessee senza incontrare alcuna opposizione, Rosecrans commise l'errore di credere le truppe confederate demoralizzate e in fuga verso Dalton, Rome o Atlanta. Fu così che i tre corpi dell'Armata del Cumberland vennero separati: Alexander M. McCook doveva aggirare Lookout Mountain attraverso Winston's Gap e utilizzare la sua cavalleria per distruggere la linea ferroviaria dei rifornimenti di Bragg a Resaca in Georgia. Thomas L. Crittenden avrebbe dovuto conquistare Chattanooga e, subito dopo, marciare a sud all'inseguimento di Bragg. George H. Thomas avrebbe continuato la sua avanzata verso LaFayette. A dispetto delle convinzioni del generale nordista, l'Armata del Tennessee era accampata a LaFayette, 20 miglia a sud di Chattanooga. Rosecrans era sicuro di questa interpretazione anche per le informazioni false che gli erano rivelate da "falsi" disertori dell'esercito Confederato. L'8 settembre, dopo aver evacuato Chattanooga, Bragg mosse la sua armata verso sud, progettando di sconfiggere l'Armata del Cumberland. Conscio degli spostamenti di Rosecrans, Bragg si preparò ad attaccare separatamente i suoi Corpi d'armata isolati, a 40 miglia di distanza l'uno dall'altro, distanza che non avrebbe permesso di aiutarsi a vicenda in caso di attacco.

### Battaglia di Davis's Cross Roads 10 - 11 settembre
Il 10 settembre una divisione avanzata di Thomas, comandata dal maggior generale James Negley, si incontrò fortuitamente con la divisione Confederata del maggior generale Thomas C. Hindman e ci furono alcune scaramucce a Dug Gap in Pigeon Mountain. Questo piccolo scontro è conosciuto come la battaglia di Davis' Crossroads. A dispetto dei piani orditi da Bragg, i confederati non furono lesti nel riversare la forte superiorità numerica sul nemico, principalmente a causa del mancato intervento del II Corpo guidato dal generale Daniel Harvey Hill da poco giunto in rinforzo dalla Carolina del Nord e così i federali di Negley riuscirono a ritirarsi a Stevens's Gap.
Nonostante lo scontro a Dug Gap, Rosecrans rimase convinto che l'esercito confederato fosse in ritirata e continuò a tenere separati i suoi Corpi d'armata. Bragg ebbe così una seconda opportunità: attaccare il XXI Corpo dell'Armata del Cumberland, comandato da Crittenden che nel frattempo discendeva il corso del torrente Chickamauga, nome indiano che significa "Fiume della Morte". Per la seconda volta, tuttavia, i confederati non mossero velocemente all'attacco e le truppe nordiste poterono riavvicinarsi per affrontare lo scontro decisivo.
Il 17 settembre i tre Corpi d'armata dell'Unione erano nuovamente riuniti ma Bragg, rinforzato dalle truppe arrivate dalla Virginia al comando del maggior generale James Longstreet e dalle truppe arrivate dal Mississippi con il generale di brigata Bushrod R. Johnson, decise, il mattino del 18 settembre, di avanzare alla sinistra di Crittenden e di tagliar fuori i tre Corpi d'armata dell'Unione dalle loro linee di rifornimento di base a Chattanooga. Questa decisione innescò la battaglia di Chickamauga.

### Battaglia di Chickamauga 18 - 20 settembre
La battaglia segnò la sconfitta più significativa dell'Unione nel teatro di guerra dell'Ovest della guerra civile americana, ma l'eroica resistenza del generale Thomas riuscì a salvare l'armata dell'Unione dal disastro. Bragg rinunciò ad inseguire le forze dell'Unione, e questo fu un grave errore strategico da parte sua. La sua conduzione della battaglia non era stata eccellente, quasi sempre ignaro di come evolvevano gli scontri sin dal primo giorno, creando confusione nella sua struttura di comando e portando a perdite enormi tra le file confederate.
Il 21 settembre l'Armata del Cumberland si ritirò nella città di Chattanooga, mentre i Confederati occupavano le colline circostanti e iniziavano un assedio alle truppe dell'Unione che si sarebbe rivelato inconcludente nei mesi a seguire.